# 三栖邦博
三栖 邦博（みす くにひろ、1941年（昭和16年） - ）は、日本の建築家。三栖邦博・環境デザイン研究室代表。日建設計元代表取締役社長、取締役会長および顧問を歴任した（2012年6月退任）。

## 略歴
1941年3月26日神奈川県横浜市生まれ
。神奈川県立厚木高等学校を卒業後、1963年東京工業大学理工学部建築学科を卒業
。1966年、イリノイ工科大学（Illinois Insitute of Technology,米国シカゴ市）大学院建築学専攻修士課程修了。同大学院修了後、Skidmore,Owings & Merrill建築設計事務所（米国シカゴ市）に勤務。1968年、日建設計工務（株）（現日建設計）に入社し、2000年代表取締役社長、2004年取締役会長、2008年同社顧問を歴任し2012年6月退任。

## 受賞歴
出典:
- 2001年：建設省営繕工事設計コンクール官庁営繕部長賞（さいたま新都心合同庁舎）。
- 1999年：BELCA賞（日本アイ・ビー・エム本社ビル）。
- 1995年：アルカシア建築賞（敦煌石窟文化財保存センター）。
- 1991年：BCS賞（日本電気本社ビル）。
- 1991年：シンガポール建築業協会協会賞（オーシャンタワー・アネックス）。
- 1982年：神奈川県建築コンクール一般建築部門・最優秀賞（青山学院大学厚木キャンパス）。
- 1982年：BCS賞（伊藤忠商事本社ビル）。
- 1973年：空気調和・衛生工学会賞（日本アイ・ビー・エム本社ビル）。

## 著書
出典:
- 1986年：『オフィスルネッサンス』（共著）、彰国社。
- 1987年：『超高層事務所ビル』（共著）、市ヶ谷出版社。
- 2000年：『新・超高層事務所ビル（建築計画・設計シリーズ）』（共著）、市ヶ谷出版社、ISBN 978-4870712683。